# Mădălin Ciucă
Mădălin Marius Ciucă (sinh ngày 4 tháng 11 năm 1982) là một cầu thủ bóng đá người România thi đấu ở vị trí trung vệ cho Argeș Pitești.